# Mitchell Watt
Mitchell Watt (ur. 25 marca 1988) – australijski lekkoatleta specjalizujący się w skoku w dal.
W 2009 zdobył brązowy medal na mistrzostwach świata w Berlinie. 13 marca 2010 zajął trzecie miejsce w halowych mistrzostwach świata. Wicemistrz świata z 2011. Zwycięzca łącznej punktacji Diamentowej Ligi 2011 w skoku w dal. W 2012 roku został w Londynie wicemistrzem olimpijskim.
Medalista mistrzostw Australii.
Rekord życiowy: stadion – 8,54 (29 lipca 2011, Sztokholm); hala – 8,05 (13 marca 2010, Doha). Wynik ze Sztokholmu to aktualny rekord Australii i Oceanii.

## Osiągnięcia
| Rok  | Impreza                   | Miejsce | Lokata     | Wynik |
| ---- | ------------------------- | ------- | ---------- | ----- |
| 2009 | Mistrzostwa świata        | Berlin  | 3. miejsce | 8,37  |
| 2010 | Halowe mistrzostwa świata | Doha    | 3. miejsce | 8,05  |
| 2011 | Mistrzostwa świata        | Daegu   | 2. miejsce | 8,33  |
| 2012 | Igrzyska olimpijskie      | Londyn  | 2. miejsce | 8,16  |